# Burgstall Rappenburg (Engen)
Die Rappenburg ist vermutlich eine abgegangene Spornburg auf 620 m ü. NN nordöstlich des Ortsteils Zimmerholz der Gemeinde Engen im Landkreis Konstanz in Baden-Württemberg.
Bei der Rappenburg handelt es sich vermutlich um eine mittelalterliche Burganlage, der Bergname Rappenburg lässt darauf schließen. Sie lag etwa 300 Meter nordöstlich der Ortskirche von Zimmerholz auf einem nach Süden vorspringenden Bergsporn. Geschichtliche Nachrichten über die Anlage sind nicht bekannt.
Diese Burganlage war nicht identisch mit der Ortsburg Zimmerholz, die sich am Westrand des Ortes befand, und deren Adel seit 1251 genannt wurde.